# SMA Cup Sant'Elia
Lo SMA Cup Sant'Elia è un torneo professionistico di tennis giocato su campi in terra rossa. Fa parte dell'ITF Women's Circuit. Si gioca annualmente a Roma in Italia.

## Albo d'oro

### Singolare
| Anno | Campionessa             | Finalista       | Punteggio |
| ---- | ----------------------- | --------------- | --------- |
| 2011 | Karin Knapp             | Laura Thorpe    | 6–3, 6–0  |
| 2012 | María-Teresa Torró-Flor | Tereza Mrdeža   | 6–3, 6–0  |
| 2013 | Martina Caregaro        | Jasmine Paolini | 6–2, 6–3  |

### Doppio
| Anno | Campionesse                          | Finaliste                        | Punteggio        |
| ---- | ------------------------------------ | -------------------------------- | ---------------- |
| 2011 | Verónica Cepede Royg Paula Ormaechea | Marina Šamajko Sofia Shapatava   | 7–5, 6–4         |
| 2012 | Marie-Ève Pelletier Laura Thorpe     | Julia Cohen Valentina Ivachnenko | 6–0, 3–6, [10–8] |
| 2013 | Martina di Giuseppe Bianca Hîncu     | Claudia Giovine Jasmine Paolini  | 6–1, 6–3         |